# 커플 테라피: 대화가 필요해
《커플 테라피: 대화가 필요해》(영어: Couples Retreat)는 미국에서 제작된 2009년 로맨틱 코미디 영화이다. 피터 빌링즐리의 감독 데뷔작이다. 빈스 본, 존 패브로, 데이나 폭스가 공동 각본을 쓰고, 스콧 스투버 등이 제작에 참여하였다. 빈스 본, 말린 오케르만, 존 패브로, 크리스틴 데이비스, 제이슨 베이트먼, 크리스틴 벨, 페이즌 러브, 장 레노 등이 출연하였다.
평단 반응은 좋지 않았으나 박스 오피스에서 제작비 6,000만 달러 대비 1억 7,180만 달러를 벌어들이며 흥행에 성공하였다.

## 줄거리
시카고 교외에 살며 두 아이가 있는 데이브와 로니, 고등학교 시절 만났으며 결혼 생활이 파탄 직전이라 딸 레이시가 대학에 들어가면 이혼할까 고민하는 조이와 루시, 임신에 계속 실패해 전전긍긍하는 제이슨과 신시아, 아내와 헤어지고 스무살 트루디와 교제하는 셰인은 모두 절친한 사이이다.
데이브와 로니의 아들 생일에 제이슨과 신시아는 자신들이 이혼을 고려하고 있으며 최후의 노력으로 부부 상담을 제공하는 리조트에 방문하려고 한다고 알린다. 세 커플을 더 데려가면 가격이 반이 되며 부부 상담은 선택 사항이라는 말에 모두가 솔깃해져 다 같이 리조트로 향한다.
하지만 막상 도착하니 부부 상담은 필수이며 이를 거부할 시 리조트 비용 자체는 환불해주지만 비행기 표값은 제외된다는 얘기를 듣는다. 훌륭한 리조트 음식과 물품을 더 즐기고 싶은 이들은 하는 수 없이 부부 상담 시간을 감수하기로 하는데...

## 출연진
- 빈스 본 - 데이브 역
- 말린 오케르만 - 로니 역
- 존 패브로 - 조이 탠지니 역
- 크리스틴 데이비스 - 루시 탠지니 역
- 제이슨 베이트먼 - 제이슨 스미스 역
- 크리스틴 벨 - 신시아 스미스 역
- 페이즌 러브 - 셰인 역
- 캘리 호크 - 트루디 역
- 장 레노 - 마르셀 역: 리조트 창립자이자 운영자. 수석 치료사.
- 피터 세러피너위치 - 스탠리 역: 영국인 매니저.
- 타샤 스미스 - 제니퍼 역: 셰인의 전 아내.
- 조나 월시 - 레이시 탠지니 역
- 켄 정 - 워도 역: 제이슨과 신시아의 치료사.
- 에이미 힐 - 진 역: 셰인과 트루디의 치료사.
- 존 마이클 히긴스 - 로버트 존 역: 데이브와 로니의 치료사.
- 카를로스 폰세 - 살바도레 역: 요가 강사.
- 테무에라 모리슨 - 브리그스 역: 마르셀의 현지 조수.
- 캐런 데이비드 - 스파 종업원 역
- 버넌 본 - 짐짐 역: 데이브의 아버지.
- 개틀린 그리피스

## 기타 제작진
- 공동 제작: 존 이즈벨
- 협력 제작: 마이카 메이슨, 우디 네디비, 샌드라 J. 스미스
- 배역: 세라 헤일리 핀, 랜디 힐러
- 미술: 셰퍼드 프랭클
- 세트: 대니얼 B. 클랜시
- 의상: 수전 매서슨